# Dżinozaur
Dżinozaur (Jainosaurus) – rodzaj zauropoda z grupy tytanozaurów (Titanosauria) żyjącego w późnej kredzie na terenach obecnego subkontynentu indyjskiego. Gatunek typowy rodzaju został opisany w 1933 roku przez Friedricha von Huenego i Charlesa Matleya pod nazwą Antarctosaurus septentrionalis. Huene i Matley nie ustanowili holotypu, wymienili jednak skamieniałości serii typowej, obejmującej kilka kości czaszki – w tym puszkę mózgową – oraz niekompletny szkielet pozaczaszkowy, zawierający żebra grzbietowe, szewrony, łopatki, częściową płytę mostkową oraz kości kończyn. Szczątki te pochodzą z górnokredowych osadów formacji Lameta w indyjskim stanie Madhya Pradesh. Większość spośród tych skamieniałości należy prawdopodobnie do jednego osobnika. Kolejna puszka mózgowa z tej samej lokalizacji, co seria typowa, oraz kości udowe odkryte w innych stanach także można przypisać do rodzaju Jainosaurus. Antarctosaurus septentrionalis został przeniesiony z rodzaju Antarctosaurus do nowego rodzaju Jainosaurus przez Adriana Hunta i współpracowników w 1994 roku. Nazwa rodzajowa honoruje indyjskiego paleontologa Sohana Lala Jaina. Innym przedstawicielem tytanozaurów żyjącym w późnej kredzie na obecnych terenach Indii jest Isisaurus – nie jest on jednak taksonem siostrzanym dżinozaura, którego bliższe pokrewieństwo łączy prawdopodobnie z południowoamerykańskimi tytanozaurami, takimi jak Pitekunsaurus, Muyelensaurus i Antarctosaurus wichmannianus oraz „Malgaski Takson B” z Madagaskaru, jednak hipoteza te nie została dotąd zweryfikowana analizą kladystyczną.